# Iwate Ginga Tetsudō
Die Iwate Ginga Tetsudō (jap. いわて銀河鉄道, engl. Iwate Galaxy Railway, abgekürzt IGR) ist eine japanische Eisenbahngesellschaft mit Sitz in Morioka in der Präfektur Iwate.

## Linien
Seit 2001 betreibt die IGR die Iwate-Galaxy-Bahnlinie. Sie ist 82,0 km lang und führt vom Bahnhof Morioka nach Metoki an der Grenze zur Präfektur Aomori. Dort geht sie in die Aoimori-Bahnlinie der Gesellschaft Aoimori Tetsudō über, die via Hachinohe nach Aomori führt. Beide Bahnlinien bildeten einst den nördlichsten Teil der Tōhoku-Hauptlinie von JR East.

## Unternehmen

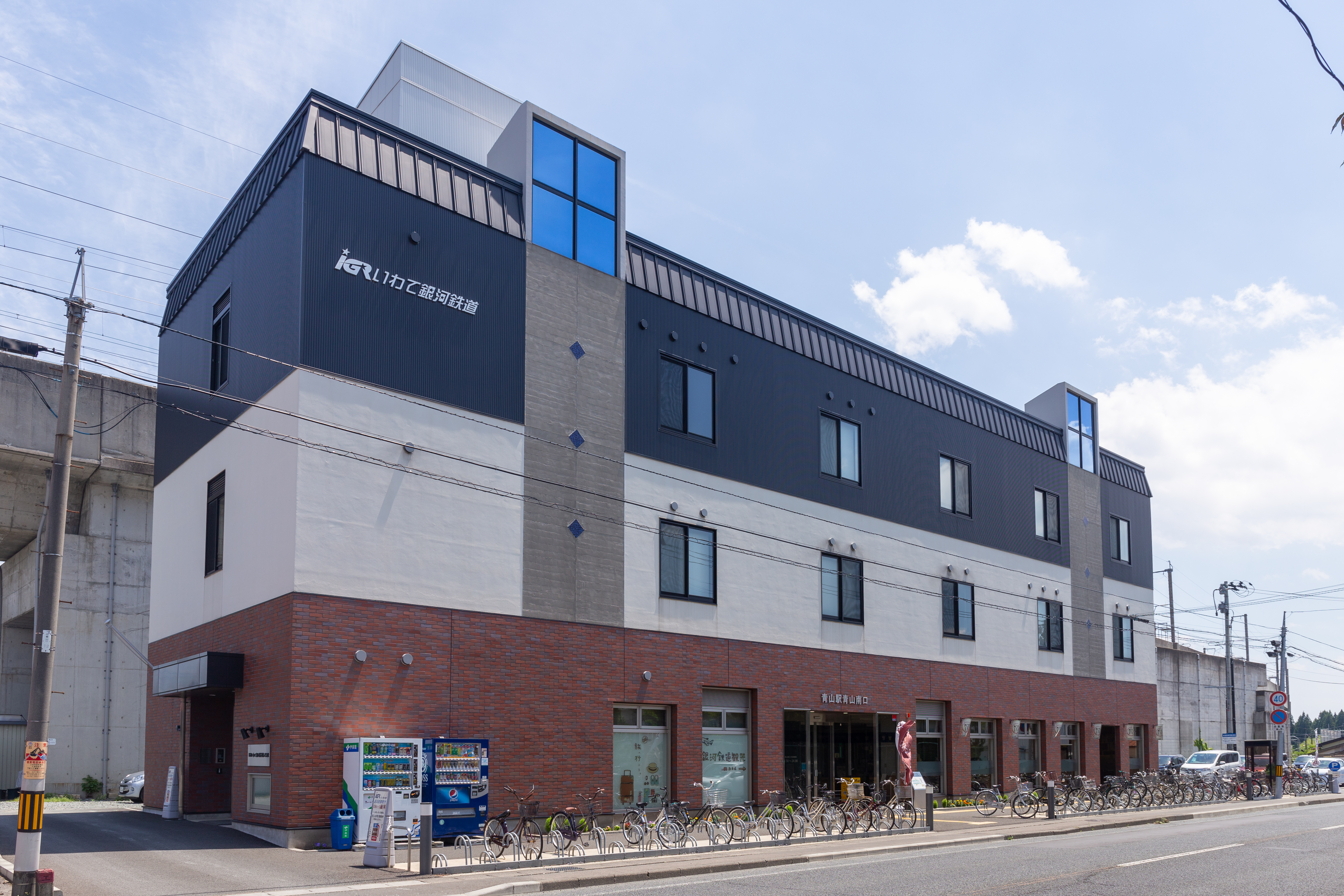
Der Bahnhof Aoyama ist der Hauptsitz der IGR

Die IGR umfasst drei Unternehmensbereiche: Neben dem eigentlichen Bahnbetrieb sind dies die Immobilienbewirtschaftung und ein Reisebüro. Der Hauptsitz befindet sich im Bahnhof Aoyama im Norden der Stadt Morioka.
Am 31. März 2019 waren folgende Gebietskörperschaften an der IGR beteiligt: die Präfektur Iwate (54,1 %) sowie die Städte Morioka (15,8 %), Ninohe (4,7 %), Iwate (4,5 %), Ichinohe (4,0 %) und Takizawa (3,5 %). Der Rest entfiel auf Unternehmen und Privatpersonen. Somit handelt es sich bei der IGR um ein Unternehmen des „dritten Sektors“, also um eine öffentlich-private Kooperation.

## Fahrzeuge
Eingesetzt werden 14 elektrische Triebwagen der Baureihe IGR7000, die zu sieben Kompositionen mit je zwei Wagen zusammengekoppelt werden. Von diesen wurden drei Züge mit sechs Wagen neu hergestellt, als die IGR ihren Betrieb aufnahm. Die übrigen Wagen übernahm die IGR von JR East, wo sie zur baugleichen Baureihe 701 gehörten. Alle Wagen sind mit dunkelblauen und gelben Streifen bemalt, die den Nachthimmel über der Präfektur Iwate repräsentieren.

## Geschichte
Auslöser für die Gründung der Bahngesellschaft war der Bau eines Abschnitts der Schnellfahrstrecke Tōhoku-Shinkansen zwischen Morioka und Hachinohe. Der Betreiber JR East wollte sich vom Nahverkehr auf dem überwiegend parallel verlaufenden Teilstück der Tōhoku-Hauptlinie trennen, um sich ganz auf den Fernverkehr zu konzentrieren. Das Verkehrsministerium sowie die betroffenen Präfekturen Iwate und Aomori kamen überein, dass der Nahverkehr an zwei neue Bahngesellschaften mit regionaler Trägerschaft übertragen werden soll. Am 25. Mai 2001 erfolgte die Gründung der Iwate Ginga Tetsudō für den Abschnitt zwischen Morioka und der Präfekturgrenze bei Metoki. Der Name des neuen Unternehmens wurde inspiriert durch den im Jahr 1934 erschienenen Roman Ginga tetsudō no yoru („Nacht auf der galaktischen Eisenbahn“) des in der Präfektur Iwate geborenen Autors Miyazawa Kenji. Die Bahngesellschaft nahm den Betrieb am 1. Dezember 2002 auf, gleichzeitig mit der Inbetriebnahme des Shinkansen-Abschnitts.